# Сері мука
Сері мука (малай. Seri Muka, або Kuih Seri Muka, Sri Muka, Kuih Putri Salat) — традиційний малайзійський солодкий десерт. Здебільшого ці двошарові солодощі покриті соком пандану, який надає їм зеленого кольору. Також ці ласощі готують у провінції Східний Калімантан (Індонезія) та у Сінгапурі, де вони називаються Куїх путрі салат (Kuih Putri Salat).

## Основні інгредієнти
Традиційні малайзійські ласощі під назвою сері мука готують переважно з клейкого рису, кокосового молока, цукру та листя пандану. Кокосове молоко — це головний інгредієнт, який необхідний для приготування такого десерту. Бо саме він надає йому кремового смаку.

## Опис приготування
Сері мука — двошаровий десерт, нижній білий шар якого готується з клейкого рису, а верхній зелений шар — з соку пандану.

Інгредієнти
Для нижнього шару:
- 300 гр клейкого рису (замочувати рис у воді 30 хв)
- 200 мл кокосового молока (розбавити водою)
- 1 ч. ложка солі
- 2 скручених листка пандану (необов'язково)

Для верхнього шару:
- 2 яєчні жовтки
- 200 мл кокосового молока
- 170 гр цукру
- 100 мл соку з панданового листя, для якого потрібно мати приблизно 8-10 листків пандану

1. Для нижнього шару потрібно змішати необхідні інгредієнти. Потім залишити всю консистенцію готуватись на пару на 20 хвилин[1].
2. У цей час готується верхній шар. Для цього змішуються всі складники. Все це заливається водою та вариться до кипіння[1].
3. Через 20 хв виймається рис, перемішується та вирівнюється ложкою або ж руками. Потім заливається зверху яєчною сумішшю[1].
4. Залишають готуватись все на пару 30 хвилин. Потім десерт охолоджують, а після — нарізують на прямокутні шматочки[1].

## Цікаві факти
- В 2009 році Малайзійський департамент національної спадщини заніс рецепт сері мука в список 100 малайзійських рецептів страв та напоїв культурної спадщини[2].

## Галерея

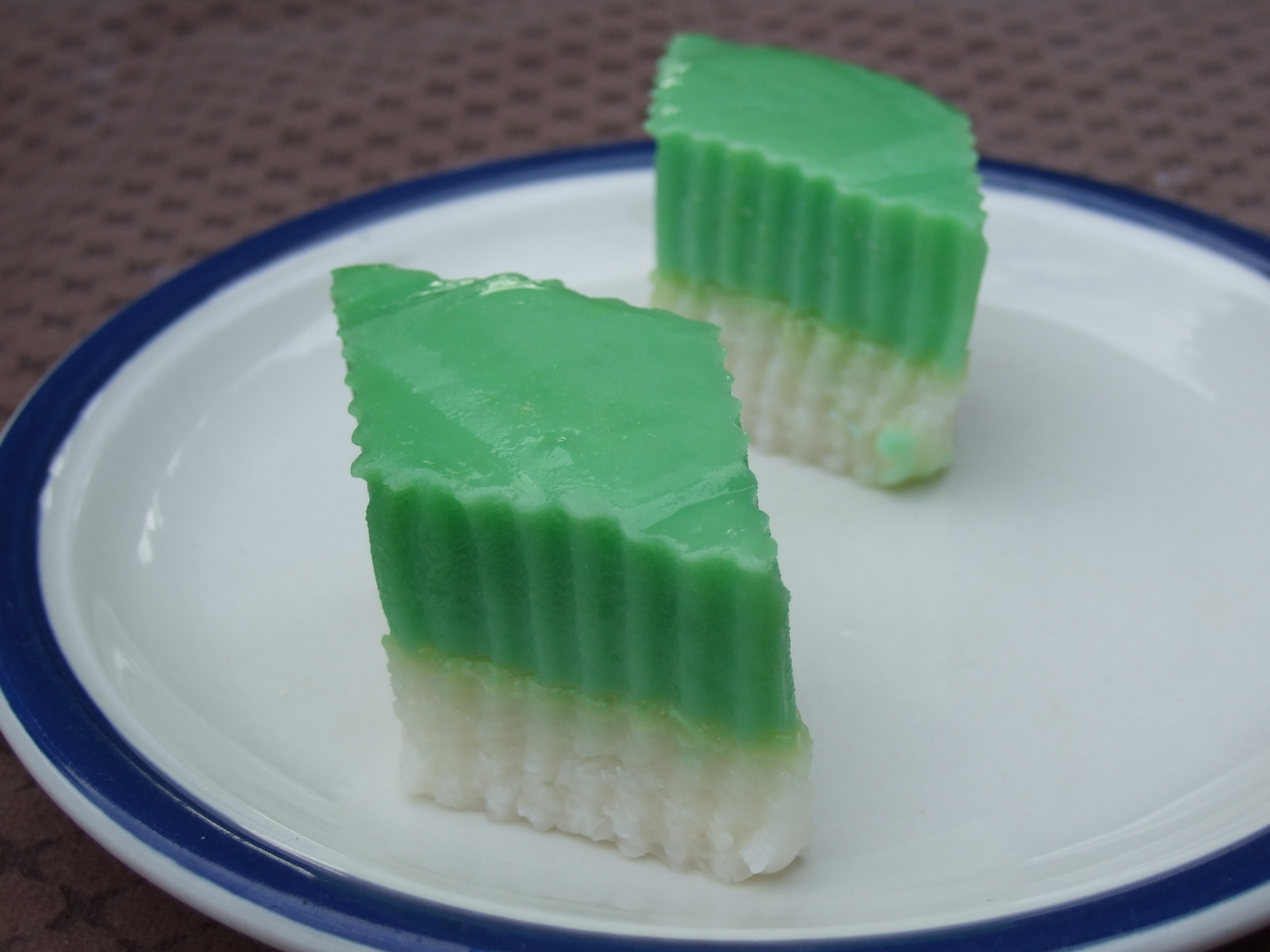
Традиційний сері мука
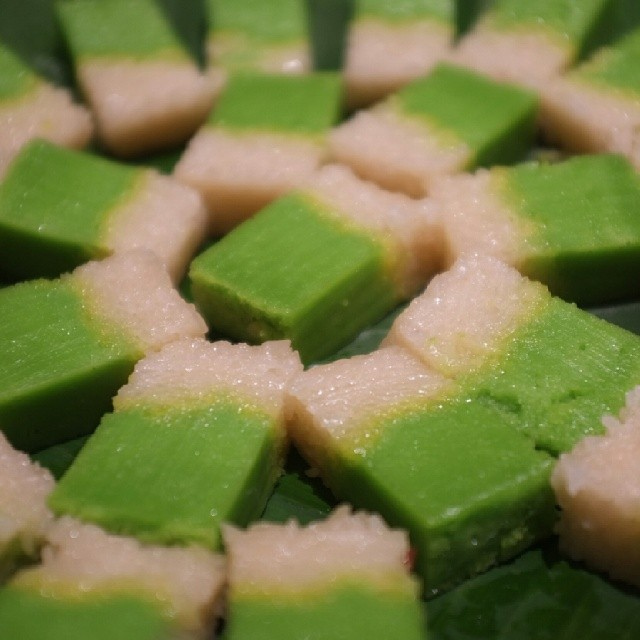
Малайзійський десерт
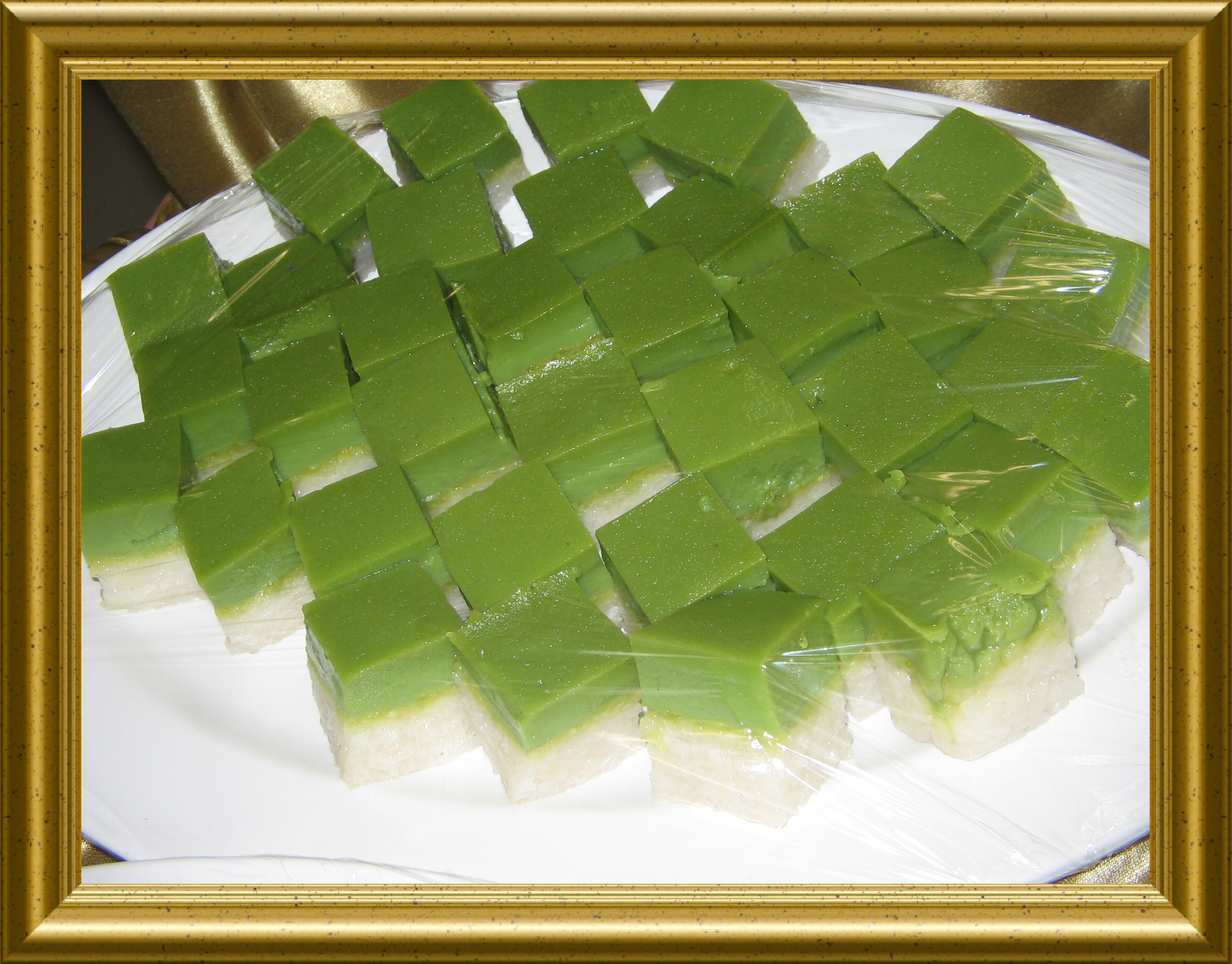
Малайзійські ласощі
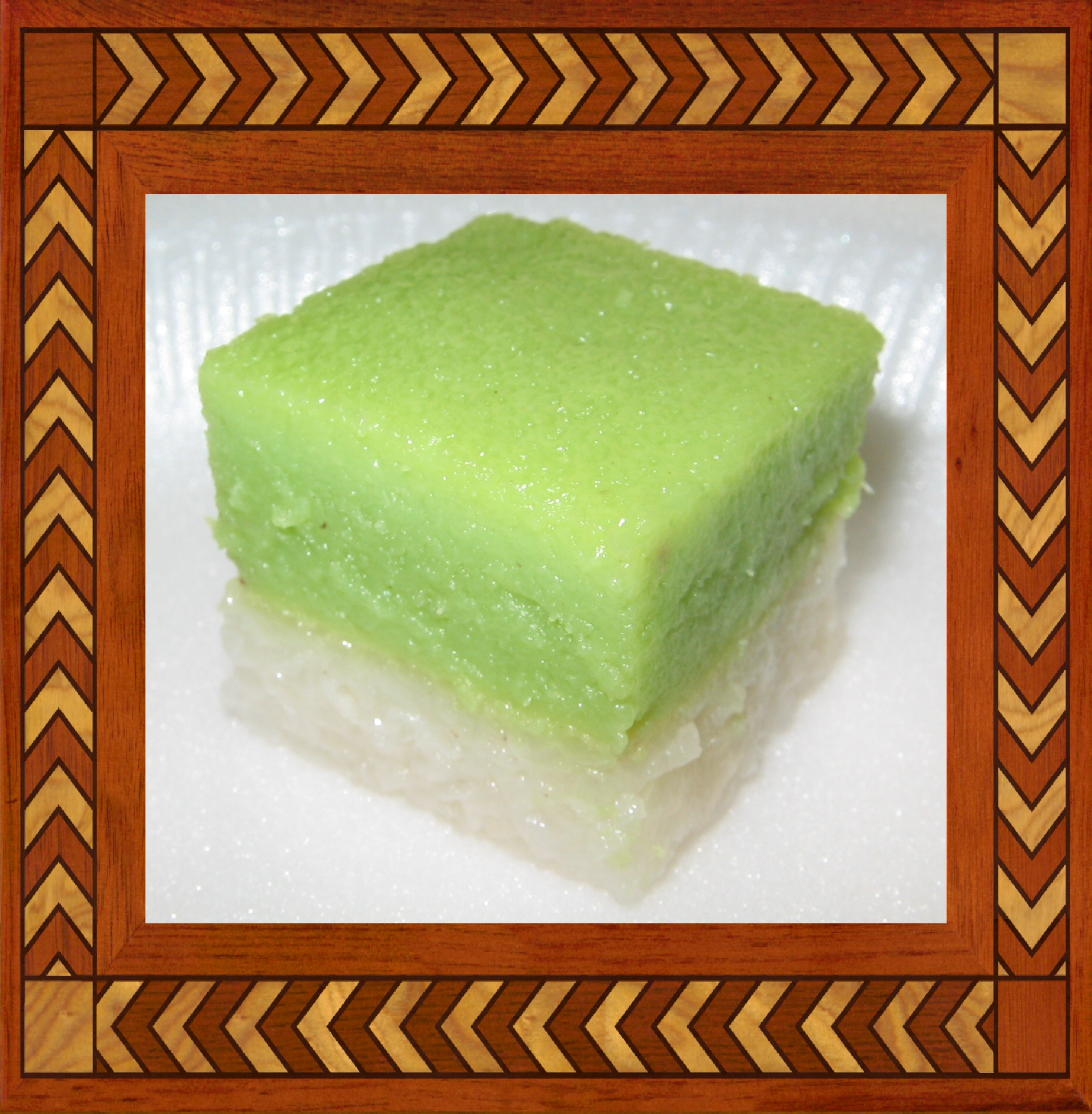
Куїх сері мука